# Melé ordenada
La melé ordenada' és una jugada deguda a una falta que té lloc en el mateix punt on s'ha comès, consistent a distribuir-se els vuit davanters de cada equip en dos blocs oposats, cadascun compost per tres línies de jugadors agafats entre ells, i a empènyer-se els uns als altres intentant colpejar amb el peu la pilota introduïda al passadís. El nom que es fa servir normalment per a aquesta jugada és, simplement, melé. També es fa servir el nom anglès scrum.